# Генерал-Тошево (село)
Генерал-Тошево (болг. Генерал Тошево) — село в Болгарии. Находится в Ямболской области, входит в общину Тунджа. Население составляет 362 человека.

## Политическая ситуация
В местном кметстве Генерал-Тошево, в состав которого входит Генерал-Тошево, должность кмета (старосты) исполняет Иван Василев Николов (коалиция в составе 5 партий: Граждане за европейское развитие Болгарии (ГЕРБ), Демократы за сильную Болгарию (ДСБ), Земледельческий народный союз (ЗНС), Союз свободной демократии (ССД), Союз демократических сил (СДС)) по результатам выборов.
Кмет (мэр) общины Тунджа — Георги Стоянов Георгиев (коалиция в составе 2 партий: Болгарская социалистическая партия (БСП) и Болгарская социал-демократия (БСД)) по результатам выборов.